# Doekegat
Het Doekegat is een geul in de Eemsmonding in de benedenloop van de rivier de Eems. Ze is onderdeel van de Westereems en vormt nabij de Eemshaven de westelijke geul. De oostelijke geul is het Eemshorngat, waarvan het gescheiden wordt door de bank Eemshorn.
De Eemsmonding kent drie aanvaarroutes, te weten Huibertgat, de Westereems (het hoofdvaarwater) en het Rifgat. Vervolgens voert de route tussen de Waddeneilanden Borkum en Rottumeroog door via het Ranselgat dat aan oostelijke kant omzoomd wordt door het Nationalpark Niedersächsisches Wattenmeer en aan de westzijde door de zandplaat Möwensteert. Daarna wordt het Doekegat bereikt waaraan de Eemshaven ligt, en via het Oost Friesche Gaatje en de Bocht van Watum wordt de oversteek van Paapsand Süd bereikt.
De herkomst van de naam Doekegat is onbekend. Er is niet meer bekend dan dat de naam rond 1500 is ontstaan.
- Virtual International Authority File: 303078053